# 엘리자베트 인 바이에른 여공작
바이에른 여공작 엘리자베트(Elisabeth Amalie Eugenie, Herzogin in Bayern, 1837년 12월 24일 ~ 1898년 9월 10일)는 오스트리아-헝가리 제국 프란츠 요제프 1세(Franz Joseph I)의 황후이다. 당시에 뛰어난 미인으로 유명했으며, 유럽 왕실 중에 허리가 가장 가늘었던(다이어트에 광적으로 집착하여 19인치 ~ 20인치를 계속 유지했다고 한다.) 것으로 알려져 있다. 시시(Sisi)라는 애칭으로 유명하다.

## 생애

### 바이에른의 여공작

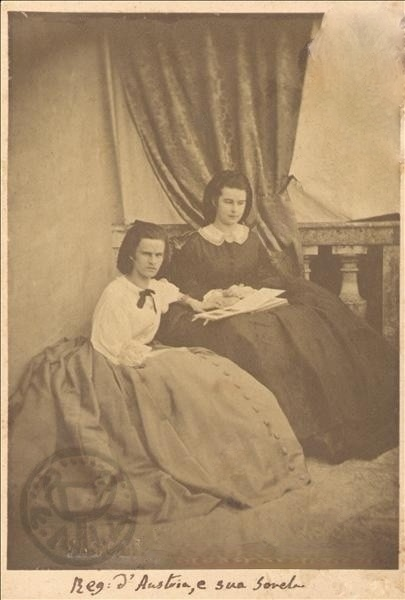
헬레네와 시시

바이에른 공작 막시밀리안 요제프와 바이에른 공주 루도비카의 차녀로 태어났다. 유년기에 주로 여름에는 슈타른베르크에 있는 포센호펜 성에서 자랐으며, 겨울에는 뮌헨에서 생활하였다. 그녀는 바이에른 국왕 막시밀리안 1세 요제프의 외손녀였지만, 어머니와 아버지 모두 자유로운 사상을 가지고 있었기 때문에 비교적 자유로운 환경에서 수영, 승마, 체조를 즐기며 어린 시절을 보냈다. 시시는 딱히 잘하는 것이 없었지만 아버지 막스와 어머니 루도비카 모두 비텔스바흐 왕가에서 상당한 미남 미녀였기에, 그녀 또한 상당한 미인으로 성장하게 되었다.

### 약혼
그녀는 리하르트 백작을 좋아했지만, 그의 낮은 신분때문에 어머니 루도비카 공작 부인에 의해서 강제로 헤어지게 되었고, 백작은 얼마 지나지 않아 결핵으로 사망했다. 그러던 중 이모 조피 대공비는 자신의 아들 프란츠 요제프 1세와 프로이센 왕국의 아나 공주와의 약혼이 취소되자, 시시의 언니였던 헬레네와의 약혼을 추진했다. 그러나 프란츠 요제프 1세는 따라나온 시시를 보고 첫눈에 반해 결국 자신의 생일날인 8월 18일 조피 대공비와 루도비카 공작 부인에게 시시와 결혼하겠다고 밝혔다. 대공비와 공작 부인, 시시 모두 승낙하면서 황제는 시시에게 8월 19일에 청혼하였고, 1년 뒤 시시는 황후가 되었다.

### 구속의 시작

#### 오스트리아 황후 및 헝가리 왕비
두 사람의 약혼이 확정되자, 조피 대공비는 오스트리아 황실 예법과 이탈리아어, 프랑스어, 무용, 오스트리아의 역사 등을 가르치기 시작했다. 1854년 4월 24일 성 아우구스틴 성당에서 시시와 프란츠 요제프 1세는 결혼했다. 그러나 보수적이었던 황실과 달리 자유적이었던 그녀는 조피 대공비와 갈등을 일으키게 되었다. 또한 오스트리아의 귀족들도 방계 비텔스바흐 출신이자, 오스트리아 황실 예법에 맞지 않는 행동들을 하였던 그녀를 뒤에서 비웃었다. 오스트리아 황실에서 쓸쓸한 생활을 보내던 시시는 거식증에 걸리게 되었다.

#### 두 대공과 황태자 출산

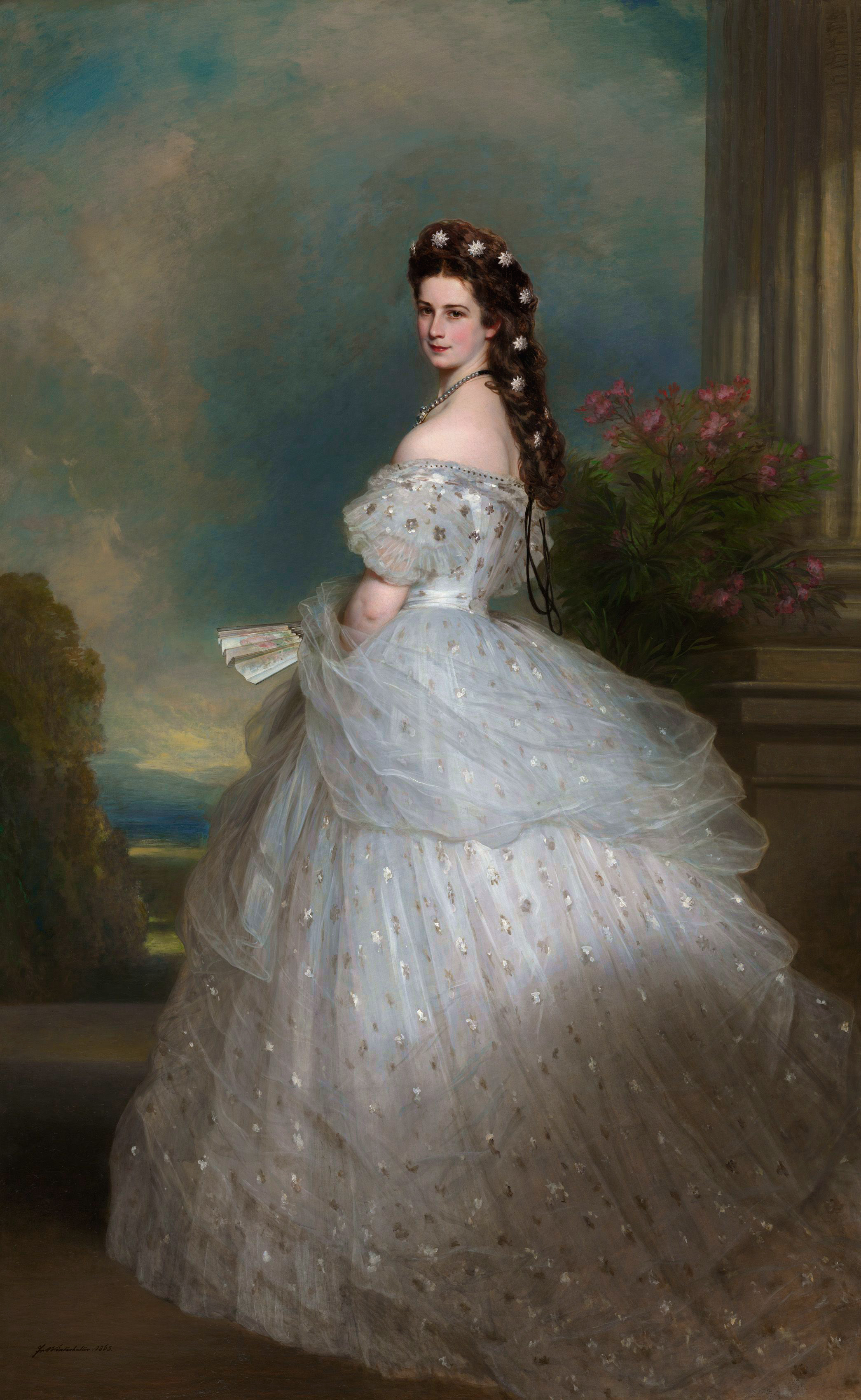
1865년에 그려진 시시의 초상화, 프란츠 빈터할터

그러나 몇 달이 지나지 않아 시시는 임신했고 첫째딸을 낳았지만 조피 대공비는 손녀에게 자신의 이름을 따서 조피라고 이름을 붙였다. 그리고 시시가 너무 어리고 교양이 부족하다는 이유로 자신이 기르겠다고 하였다. 시시는 조피 대공비의 허락 없이는 딸을 보러갈 수도 없었기에 둘의 사이는 점점 나빠져갔다. 시시는 다시 임신을 했고, 또 딸을 낳았다. 이번에도 조피 대공비는 손녀에게 기젤라 루이즈 마리아라고 자기 마음대로 이름을 붙였으며, 이 딸 역시 조피가 키우게 되었다. 프란츠 요제프 1세의 부탁으로 잠시 시시가 두 아이를 키우게 되었지만, 여행 중 큰딸 조피가 사망하면서, 둘째딸 기젤라의 양육은 다시 조피 대공비가 맡게 되었다. 그리고 세월이 흘러, 시시가 아들 루돌프 황태자를 출산하자 대공비는 기젤라를 돌려주고, 루돌프를 자신이 키우기 시작했다.

#### 남편의 외도와 여행
남편의 외도 사실을 안 시시는 포센호펜 성으로 돌아가버렸다. 그러나 얼마 지나지 않아 아버지의 강요와 황제의 부탁에 그녀는 빈으로 다시 돌아왔다. 그러나 그녀는 빈으로 돌아온 후, 황제에게 부탁하여 마데이라, 몰타, 트리에스테 등을 돌아다니며 여행했고 잠시 빈에 돌아왔지만 다시 케르키라섬에 2년 동안 머물게 되었다. 오스트리아의 국경일이나 중요한 행사, 또는 가끔씩 아이들을 보기 위하여 빈을 들리기도 하였다.

### 헝가리 자치

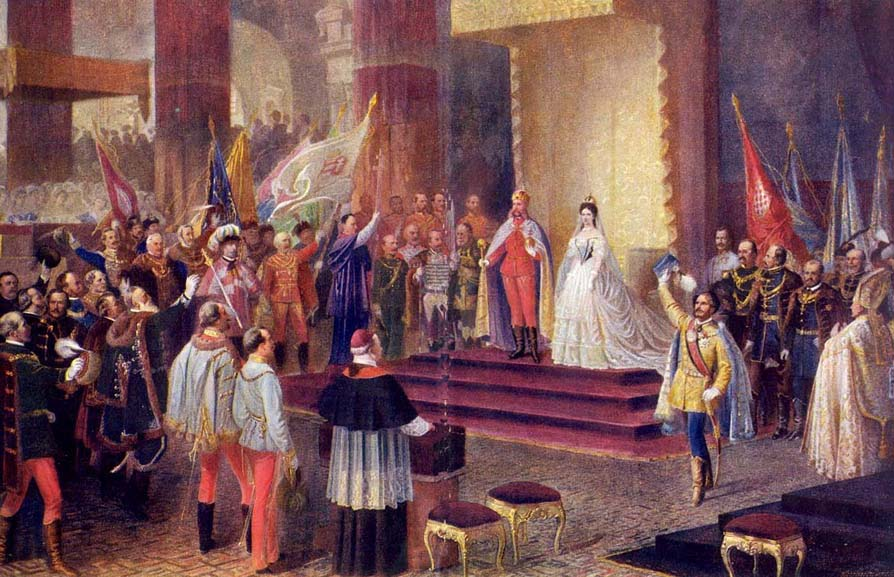
헝가리와 크로아티아 왕, 왕비 즉위식

시시는 자신을 환영해주었으며, 조피 대공비와 오스트리아 황실 사람들이 1848년 혁명으로 인해 별로 좋아하지 않았던 헝가리가 자신과 유사하다 하여 헝가리에 관심을 갖게 되었다. 조피 대공비는 이를 못마땅하게 생각하여 보헤미아어를 배우도록 했지만, 시시는 오히려 헝가리어를 배웠고, 자신의 모든 시녀들을 헝가리인으로 교체하였으며, 의상도 헝가리풍 의상을 입었다. 시시는 언드라시 줄러 백작과 함께 헝가리 자치를 위해 노력했으며, 이를 위해 헝가리에서 연설을 하기도 했는데, 보오전쟁으로 인하여 빈이 점령당할 위기에 놓이자, 황실 보물들과 예술품들은 부다페스트로 옮겨졌고, 황후와 아이들 역시 부다페스트로 피신하였다. 이를 기회로 헝가리는 독립을 요구하는데, 시시는 황제와 언드라시 줄러 백작을 설득하여 대타협(아우스글라이히)을 이루어내, 헝가리 왕국이 국방, 재무, 외교를 제외한 모든 분야에서 자치를 누리기로 합의하였고, 1876년 6월 8일 헝가리 사도왕, 사도 왕비로의 즉위식을 거행하면서, 오스트리아-헝가리 이중 제국이 탄생하게 되었다.

### 멕시코 황제의 죽음
그녀는 이후 집시들과 함께 바이올린을 배우거나 마술을 배웠으며, 극장을 짓기도 하였다. 그녀는 언드라시 줄러 백작과 더 친해지길 원했지만, 헝가리 수상이 된 그는 바빠졌고, 두 사람 사이는 자연스레 멀어졌다. 1867년 시동생 멕시코 황제가 처형되었다는 소식이 전해졌다. 그의 아내이자 시시의 동서였던 샤를로트는 정신이상자가 되어버렸다. 막시밀리안을 황제로 추천한 나폴레옹 3세와 외제니 황후가 막시밀리안을 기리기 위하여, 오스트리아에 방문하였다. 이후, 잘츠부르크에서 두 황후는 다시 만났고, 황실의 지나치게 엄격한 예법을 싫어하던 두 사람은 금세 친해졌다.

### 네 번째 아이

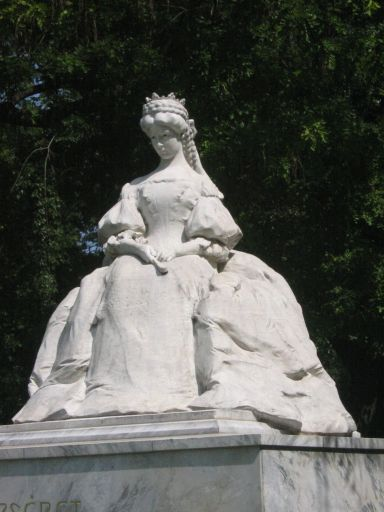
헝가리 세게드에 있는 시시 동상

시시는 헝가리의 완벽한 자치를 위해서, 첫 아들인 루돌프 황태자는 오스트리아 황제로 만들고, 둘째 아들을 낳아 그를 헝가리 왕을 만들고 싶었다. 시시는 임신임을 알아차라지마자, 부다페스트로 갔는데, 이는 헝가리의 군주가 될려면 헝가리 영토에서 태어나야 된다고 생각했기 때문이었다. 그러나 시시의 바램과 달리 딸 마리 발레리가 태어났다. 마리 발레리는 시시의 애정을 듬뿍 받게 되는데, 이로 인하여 언니 기젤라와 오빠 루돌프는 발레리를 질투하게 된다.

### 그 이후

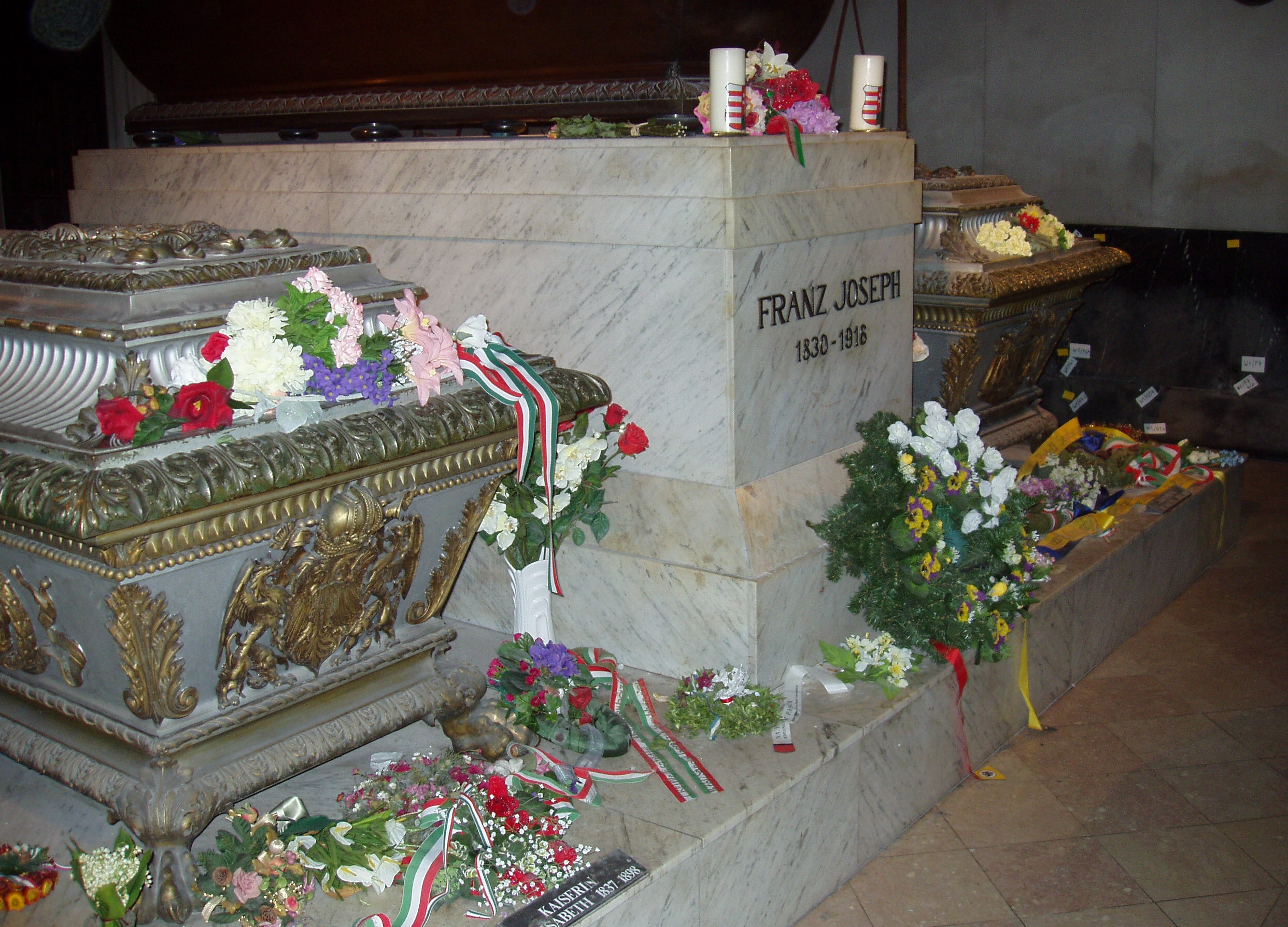
시시 황후의 남편 프란츠 요제프 1세의 무덤

그녀는 언드라시 줄러 백작이나 영국 귀족 베이 미들턴과 같이 여행을 떠나기도 하였다. 루돌프 황태자의 자살 이후 그녀는 발레리와 함께 많은 곳을 돌아다녔으며, 스위스 제네바에 갔을 때, 파리 백작을 죽이려다 실패한 아나키스트 루이지 루케니에게 찔려서 사망한다. 1955년 그녀의 일대기를 그린 영화가 로미 슈나이더 주연의 3부작으로 나왔고, 1998년에 뮤지컬로도 만들어져 호평을 받았다.

## 자녀
| 사진 | 이름                                | 생일            | 사망                  | 기타                                                      |
| ---- | ----------------------------------- | --------------- | --------------------- | --------------------------------------------------------- |
|      | 조피 폰 외스터라이히 여대공         | 1855년 3월 5일  | 1857년 5월 29일(2세)  | 요절                                                      |
|      | 기젤라 폰 외스터라이히 여대대공     | 1856년 7월 12일 | 1932년 7월 27일(76세) | 레오폴트 폰 바이에른 왕자와 결혼, 슬하 2남 2녀            |
|      | 루돌프 폰 외스터라이히웅가른 황태자 | 1858년 8월 21일 | 1889년 1월 30일(30세) | 벨기에 공주 스테파니와 결혼, 슬하 1녀                     |
|      | 마리 발레리 폰 외스터라이히 여대공  | 1868년 4월 22일 | 1924년 9월 6일(56세)  | 프란츠 잘바토어 폰 외스터라이히 대공과 결혼, 슬하 4남 6녀 |

## 같이 보기
- 프란츠 요제프 1세
- 웨일스 공비 다이애나
- 외제니 드 몽티조
- 루트비히 2세
- 아름다운 공주, 시씨

| 전임 사보이아의 마리아 안나 | 오스트리아 황후 헝가리 왕비 보헤미아 왕비 1854년 4월 24일~1898년 9월 10일 | 후임 부르봉파르마의 치타 |